# 世界殺人公社
『世界殺人公社』（せかいさつじんこうしゃ、The Assassination Bureau) は、1969年に公開されたイギリスのブラック・コメディ映画、アドベンチャー映画、テクニカラー。製作はマイケル・レルフ。監督はベイジル・ディアデン。出演はオリヴァー・リード、ダイアナ・リグ、テリー・サバラス、クルト・ユルゲンス。 カルディナーレが出演した初の英語圏の映画である。映画はパラマウント映画によって米国で公開された。
ジャック・ロンドンの未完の小説をロバート・L・フィッシュが完成させた1963年刊行の『暗殺者』を原作としている。 
『世界殺人公社』は監督ベイジル・ディアデンの最終作の前の作品であった。

## ストーリー
1906年、ヨーロッパにて発生した連続殺人事件を追っていた記者のソーニャは、背後に世界的な組織がいることを疑い、新聞王ロード・ボストウィックに相談する。その後、彼女は殺人プロ協会会長イバンとのやり取りに成功する。イバンは殺人をゲームとしてとらえており、会員同士の殺し合いをも受け入れていた。その後、会合が開かれ、ボストウィックもイギリス代表として出席した。
イバンによる暗殺が繰り返され、ソーニャもそれを記事にする。その矢先、ウィーンのフェルディナンド公が暗殺され、大騒動になる。ボストウィックはフェルディナンド公の死によってヨーロッパ中の王家たちが集まったところへ爆弾を落とし、無政府状態にするという狙いがあったが、イバンとソーニャに見つかり、事なきを得た。

## キャスト
| 役名                 | 俳優                   | 日本語吹替                                 |
| 役名                 | 俳優                   | TBS版                                      |
| -------------------- | ---------------------- | ------------------------------------------ |
| ソーニャ・ウィンター | ダイアナ・リグ         | 沢田敏子                                   |
| イワン・ドラゴミロフ | オリヴァー・リード     | 田中信夫                                   |
| ボストウィック卿     | テリー・サバラス       | 森山周一郎                                 |
| フォン・ピンク将軍   | クルト・ユルゲンス     | 久松保夫                                   |
| ルコヴィル           | フィリップ・ノワレ     | 加藤正之                                   |
| モンツォオ           | ヴァーノン・ドブチェフ | 田中康郎                                   |
| 不明 その他          | N/A                    | 日高晤郎 西村知道 国坂伸 藤城裕士 石井敏郎 |
| 日本語スタッフ       |                        |                                            |
| 演出                 |                        |                                            |
| 翻訳                 |                        |                                            |
| 効果                 |                        |                                            |
| 調整                 |                        |                                            |
| 制作                 | 制作                   | 東北新社                                   |
| 解説                 | 解説                   | 荻昌弘                                     |
| 初回放送             | 初回放送               | 1975年10月27日 『月曜ロードショー』        |